# Berg (Kressbronn)
Berg ist ein Ortsteil der Gemeinde Kressbronn am Bodensee im baden-württembergischen Bodenseekreis in Deutschland. 

## Lage
Er liegt rund zwei Kilometer nördlich der Kressbronner Ortsmitte zwischen den anderen Ortsteilen Atlashofen im Osten, Betznau im Westen, Gottmannsbühl im Südosten und Kalkähren im Süden.

## Bauernpfad

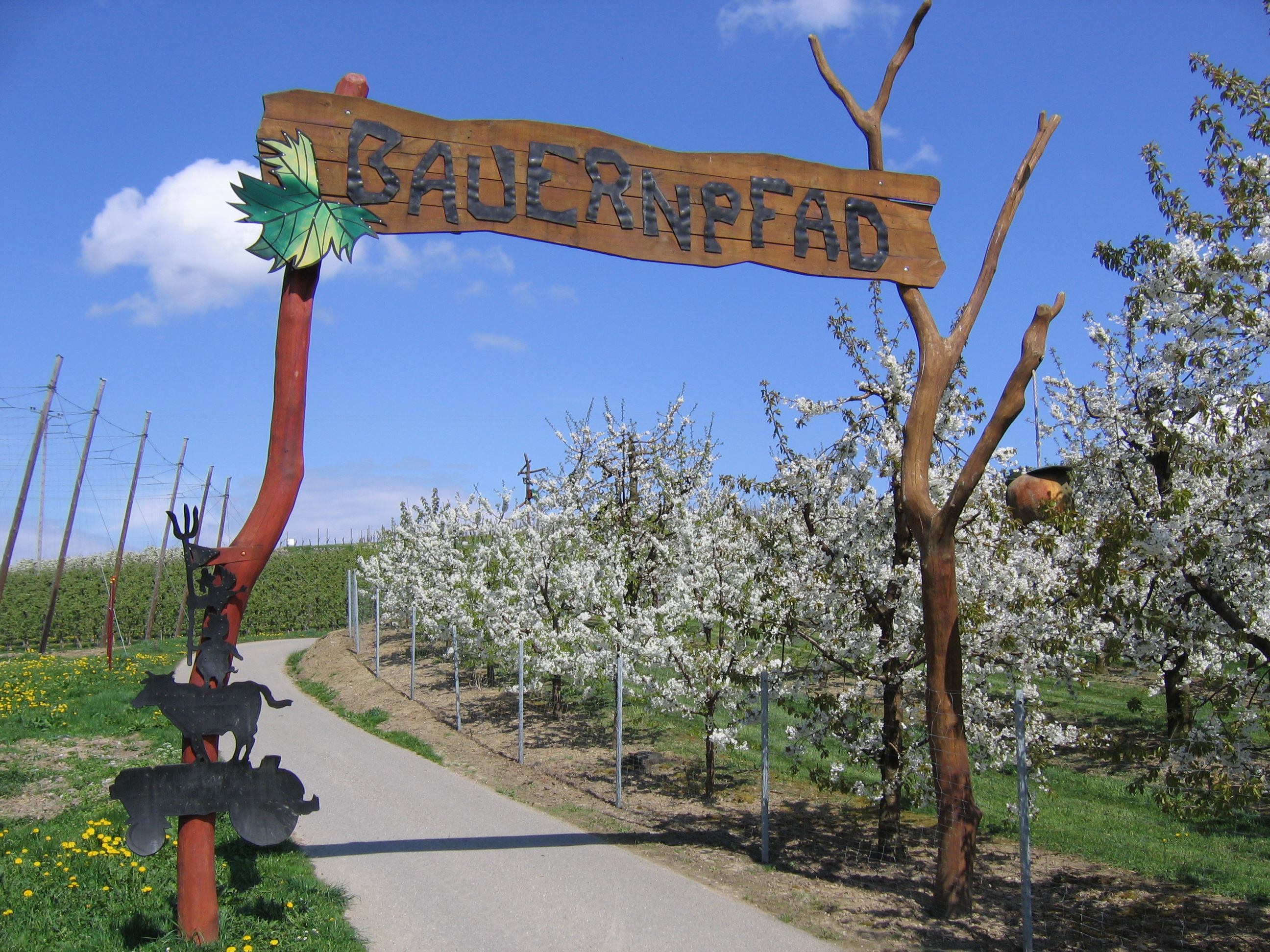
Bauernpfad

Zum zehnjährigen Jubiläum der Initiative Jahr des Bauern wurde der ehemalige Obst- und Weinlehrpfad am 16. Juni 2007 nach monatelanger Arbeit, Neukonzeption, Umgestaltung und Erweiterung von der Gemeinde, zusammen mit den einheimischen Landwirten und Landfrauen, als „Bauernpfad“ eröffnet. Auf einem rund 2,5 Kilometer langen Rundweg zwischen Berg (hier Parkplatz) und Atlashofen erfährt der Besucher auf Informationstafeln viel Wissenswertes zu den Themen Landschaft, Wein, Obst, Hopfen, Wald sowie zur Milch- und Viehwirtschaft.
Abgerundet wird das Angebot mit einer Duftbox, Spielgeräten und einem Hopfen-Kletterturm für die jüngeren Besucher.

## Naturschutzgebiet Berger Weiher
Nordwestlich von Berg liegt rechts und links der Kreisstraße 7777 („Zum Berger Weiher“) nach Nitzenweiler sowie entlang des nach Westen verlaufenden Betznauer Bachs und der Straße zum Haltmaierhof das 2007 ausgewiesene, rund 19 Hektar große Naturschutzgebiet „Berger Weiher“. Es ist Bestandteil des FFH-Gebiets „Argen und Feuchtgebiete bei Neukirch und Langnau“.

Wesentlicher Schutzzweck ist die Erhaltung und Aufwertung des Kalkflachmoorkomplexes in der Talsenke des ehemaligen Weihers mit seinen Nass- und Pfeifengraswiesen und den dort beheimateten Tagfaltern, Widderchen und Wiesenbrütern.

## Verkehr
Die Kreisstraße 7777 („Zum Berger Weiher“) verbindet Berg mit Kressbronn sowie über Nitzenweiler, Wielandsweiler, Busenhaus, Degersee und Oberwolfertsweiler mit Hiltensweiler.
- Siehe auch: Liste der Straßen in Kressbronn am Bodensee